# Fort Beaufort
Fort Beaufort és un poble del districte d'Amatole de la província de Cap Oriental, a Sud-àfrica, i té una població de 78.300 habitants. La població fou establerta l'any 1822 i va esdevenir part del municipi de Nkonkobe l'any 1883. El poble se situa a la confluència dels rius Kat i Brak, entre el riu Keiskamma i el riu Great Fish. Fort Beaufort ha esdevingut un petit "poble-dormitori" pel personal acadèmic i els estudiants de la Universitat de Fort Hare, establerts al poble adjacent d'Alice, i també està a prop de les fonts de sulfur. Entre les escoles històriques que s'inclouen a l'àrea hi ha la Healdtown Comprehensive School.

## Història
Les arrels de Fort Beaufort és una estació de la missió que el reverend Joseph Williams de la Societat Missionera de Londres va establir el 1816. En 1822, el coronel Maurici Scott, del Royal Warwickshire Regiment va construir un fortí d'uns tres quilòmetres de l'estació de la missió com un lloc fronterer militar i fortalesa contra les incursions dels Xhosa sota el seu cap, Maqoma. Els britànics ho va nomenar Fort Beaufort en honor del duc de Beaufort, pare de Lord Charles Henry Somerset, primer governador britànic de la Colònia del Cap (1814-1826). Després de la sisena Guerra Xhosa (1834-1835), governador sir Benjamin D'Urban autoritzar la construcció d'un fort en el lloc de la garita originals. Els nous edificis inclouen un hospital militar, casetes de vigilància, casernes d'infanteria, i les cambres dels oficials.
En 1839, els britànics va començar a treballar en el que és probablement única torre Martello del món interior, un disseny petit era napoleònica, circular utilitzat fins ara només en les defenses costaneres. La torre va ser acabada en 1846. Avui en dia, l'obús original roman muntada al sostre d'un carro de desplaçament que li dona un camp de 360 graus de foc. La torre ha estat restaurada després d'haver servit durant algun temps com una latrina pública.
El 1840 Fort Beaufort va convertir en una ciutat. Al voltant d'aquest temps Andrew Geddes Bain va construir la primera carretera, des Grahamstown, a Fort Beaufort.
Durant la vuitena Guerra Xhosa (1850-1853), també coneguda com la Guerra Mlanjeni, les forces anti - britàniques, sense èxit, van atacar la ciutat. Harmanus Matroos, àlies Ngxukumeshe, era un mitjà - khoikhoi i mig - Xhosa. Va començar la guerra el 30 de desembre 1850 per la captura d'un petit lloc d'avançada prop de Fort Beaufort. Matroos havia servit als britànics en la 7a Guerra Xhosa (1846-1847), també coneguda com la Guerra de la Destral. Matroos va caure el 08 de gener 1851, durant el seu tercer atac a Fort Beaufort.
Les tropes britàniques van ocupar la ciutat fins a 1870.
El 1949, la primera congregació de l'Església Reformada Holandesa es va separar d'Alice causa dels canvis demogràfics.

## Salut
Fort Beaufort compta amb tres hospitals governamentals, és a dir, l'Hospital Fort Beaufort Provincial, Hospital Psiquiàtric de La torre i Winterberg TB (prèvies SANTA) de l'Hospital. Hi ha també set clíniques d'atenció primària a la zona, és a dir CC Lloyd (al CDB), Newtown, Hillside, Thozamile, Lulama Kama, Healdtown i Mxelo.